# 黄草体

黄草体（方正）

黃草體是由美籍華裔書法家黃彰任所創的漢字草書字體。其特點在於改變了昔日草書體難於識別的問題，具有規範化、標準化的書寫特徵，並形成了完整的字庫體系。在保留草書原有寫法的前提下，單字獨立成章，並對筆畫適當縮減，融簡體、繁體寫法於一體，易寫易識。
經北京方正集團於1999年開發的黃草體計算機字庫，現已廣泛用於標題、廣告、書法摹寫等領域。